# Moschus-Kürbis
Der Moschus-Kürbis (Cucurbita moschata) ist eine kultivierte Pflanzenart aus der Familie der Kürbisgewächse (Cucurbitaceae), die in Amerika beheimatet ist, heute jedoch weltweit in den warmen Regionen angebaut wird. Eine Untergruppe des Moschuskürbis ist der Butternutkürbis (auch Butternusskürbis).

## Merkmale
Der Moschus-Kürbis ist eine einjährige, krautige Pflanze, die kriechend oder kletternd wächst und eine Länge von bis zu 6 Metern erreicht. Die ganze Pflanze ist leicht bis dicht behaart. Die Sprossachsen sind leicht kantig. Die Blattstiele können eine Länge von 30 cm und mehr erreichen. Die Blattspreite ist (20 bis 25) x (25 bis 30) cm groß, breit oval-herzförmig bis fast kreisförmig und weiß gepunktet. Sie ist leicht gelappt mit drei bis fünf ovalen bis dreieckigen Lappen. Der Blattrand ist gezähnt-gesägt.

### Blüten
Der Moschus-Kürbis ist einhäusig getrenntgeschlechtig (monözisch). Die Blüten stehen einzeln in Blattachseln. Die männlichen Blüten haben einen 16 bis 18 cm langen Blütenstiel. Die Krone ist 5 – 13,5 cm lang, die Kronzipfel nehmen bis zu einem Drittel der Kronlänge ein.
Die weiblichen Blüten haben einen dicken, 3 bis 8 cm langen Blütenstiel. Der Fruchtknoten ist kugelig, eiförmig, zylindrisch, birnen- oder kegelförmig. Der Kelch ist sehr klein. Ihr Griffel trägt drei gelappte Narben.

### Früchte

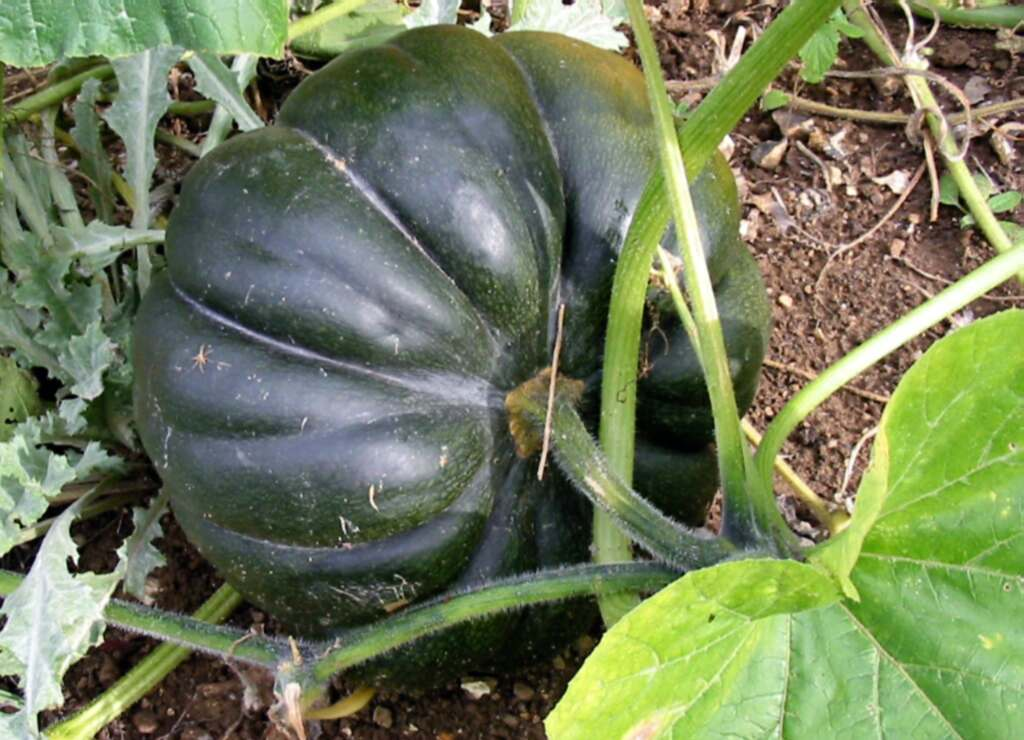
Frucht

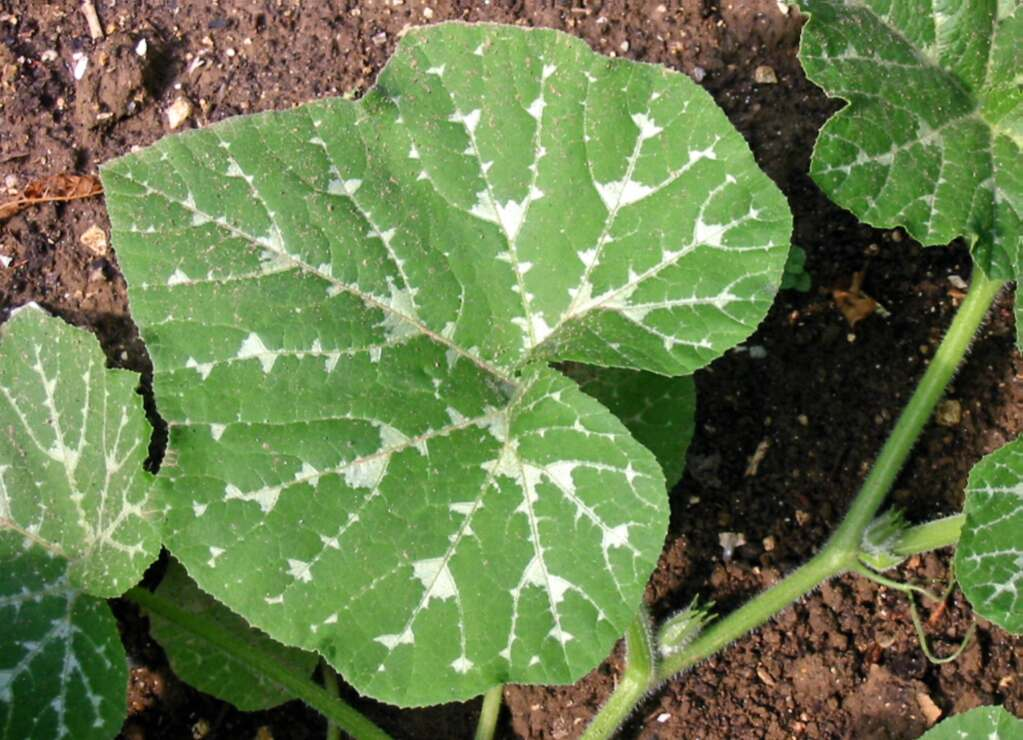
Blatt

Die Früchte sind in Form und Farbe sehr variable Panzerbeeren, wobei die Form meist der des Fruchtknotens entspricht. Die Oberfläche ist glatt oder mit Rippen besetzt, selten warzig oder körnig. Die Farbe ist hell- bis dunkelgrün, einfarbig grün oder mit cremefarbenen Flecken oder ganz weiß. Die Rinde ist dick, weich und haltbar. Das Fruchtfleisch ist hell bis kräftig orangefarben bis grünlich. Der Geschmack ist leicht bis sehr süß, das Fleisch ist weich und im Allgemeinen nicht faserig. Die zahlreichen Samen sind oval bis elliptisch, (8 bis 21) x (5 bis 11) mm groß und haben eine gelblich-weiße Oberfläche.

### Chromosomenzahl
Die Chromosomenzahl beträgt 2n = 40.

### Unterscheidung von anderen Kürbissen
Von anderen kultivierten Kürbissen lässt sich der Moschus-Kürbis dadurch unterscheiden, dass der Fruchtstiel hart ist, runde Kanten hat und sich am Fruchtansatz stark erweitert. Die Sprossachse ist hart und glatt gerillt. Die Blätter sind fast rund bis leicht gelappt und weich. Die Samen sind weiß bis braun, die Oberfläche glatt bis leicht rau, der Rand ist deutlich meist gezackt und dunkler.

## Verbreitung
Die Art ist nur in Kultur bekannt, Wild- oder Stammformen sind unbekannt. Der Moschus-Kürbis wurde in präkolumbischer Zeit in Mittel- und Südamerika und im Südosten der heutigen USA angebaut, danach wurde er in den meisten tropischen Ländern eingeführt.

## Systematik

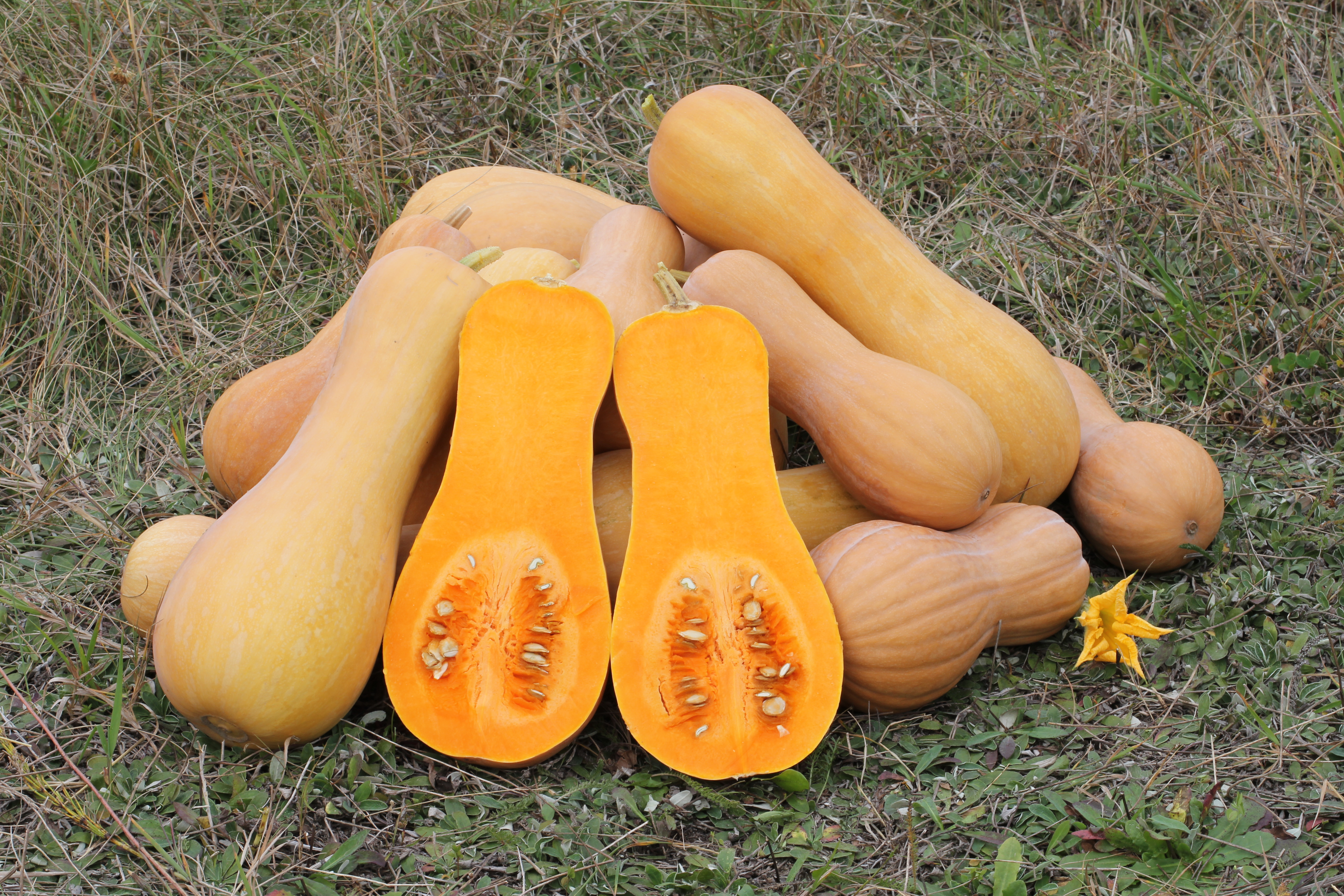
Birnen- oder Butternut-Kürbis (Cucurbita moschata ‚Butternut‘)

Die nordamerikanischen Sorten werden in drei Gruppen eingeteilt:
- Cheese: Ihre Frucht ist variabel, aber meist abgeflacht und mit gelbbrauner Rinde.
- Crookneck: Die Frucht ist am Blütenende abgerundet und hat einen langen, geraden oder gebogenen Hals.
- Bell: Die Frucht ist glockenförmig bis fast zylindrisch.

Diese Gruppierung kann für die Sorten im tropischen Amerika und in Asien nicht angewendet werden. Kolumbianische Landrassen haben häufig kleine Früchte mit dunklen Samen. Japanische Sorten, etwa ‚Chirimen‘ und ‚Kikuza‘, haben häufig warzige und gefurchte Früchte.
Eine häufig angebaute Sorte ist ‚Butternut‘, die als Winterkürbis genutzt wird. Eine alte, vor allem im 19. Jahrhundert in den USA beliebte Sorte ist ‚Cheese‘, die vor allem für Konserven und als Viehfutter geschätzt war.

## Anbau
Der Moschus-Kürbis wird vorwiegend in niedrigen Lagen mit heißem, feuchtem Klima angebaut und ist die in den Tropen am häufigsten angebaute Kürbis-Art. In Oaxaca, Mexiko, werden manche Sorten jedoch auch in über 2200 m Seehöhe angebaut. Der traditionelle Anbau erfolgt häufig zusammen mit Mais, Bohnen und anderen Kürbissen. Andere Anbaumethoden sind in Gemüsegärten. Der Moschus-Kürbis wird auch alleine in Intensiv-Landwirtschaft angebaut.
Die Aussaat erfolgt am Beginn der Regenzeit, die Entwicklung dauert fünf bis sieben Monate. Manche Sorten, besonders auf Yucatan, benötigen nur drei bis vier Monate. In Oaxaca wird er auch in der kühlen, trockenen Jahreszeit angebaut.
In Indien wird der Moschus-Kürbis weit verbreitet angebaut, auch im trockenen Punjab. Es gibt hier eine große Zahl von Landrassen. Züchtungsbemühungen gehen besonders in Richtung frühe Reife, hoher Karotin-Gehalt und hohes Verhältnis weiblicher Blüten zu männlichen.

## Nutzung
In seinem ursprünglichen Gebiet werden die Blüten, jungen Sprosse, die jungen wie die reifen Früchte als Gemüse verwendet. Reife Früchte werden auch häufig zu Süßigkeiten verarbeitet oder als Tierfutter genutzt. Die Samen werden geröstet als Ganzes gegessen oder gemahlen in Eintöpfen verarbeitet. Sie haben einen hohen Öl- und Proteingehalt.

## Geschichte
Der Moschus-Kürbis wurde in Lateinamerika domestiziert, das genaue Gebiet ist unbekannt. Diskutiert werden Mittelamerika und Kolumbien. In beiden Gebieten gibt es einheimische Namen für den Kürbis, was für die unabhängige Domestikation spricht. Die ältesten archäologischen Funde stammen aus Nordost-Mexiko (Höhlen von Ocampo, Tamaulipas) und stammen aus der Zeit 4900 bis 3500 v. Chr. Weitere Funde stammen aus Tikal (2000 vor bis 850 nach Chr.) und aus Huaca Prieta, Peru (3000 v. Chr.). Der Moschus-Kürbis wurde bereits in präkolumbischer Zeit verbreitet, so gibt es in Florida eine alte Landrasse namens ‚Seminole Pumpkin‘ aus dieser Zeit. Im 19. Jahrhundert ist der Anbau in Indien, Java, Angola und Japan belegt.